# الطلاق العاطفي
الطلاق العاطفي  هي حالة يعيش فيها الزوجان منفردين عن بعضهما البعض رغم وجودهما في منزل واحـد، ويعيـشان فـي انعـزال عـاطفي ونتيجة لذلك تصاب الحياة الزوجية بينهما بالبرود وغياب الحب والرضا.

## التعريف
الطلاق العاطفي (Emotional Divorce):
1 -عرّفه الحقباني «هجر الزوج لزوجته سواء كان هجرًا في العلاقة العاطفية أم هجرًا في المحادثة وفقدان المودة والسكن النفسي بين الزوجين مع قيام الزوج بالحقوق الزوجية الأخرى كالنفقة وتأمين السكن بحيث يظهر للناس استقامة العلاقة الزوجية ولكن في الواقع هم على خلاف».
2-عرفته هادي بأنه «اختلال التوازن وسوء العدالة التوزيعية في الحقوق والواجبات بين الزوجين والذي يؤثر سلبًا على الجانب التعبيري والجانب الذرائعي ويؤدي إلى تصدع الحياة الزوجية والتنافر وفقدان العاطفة بينهما، ويعيش الزوجان في بيت واحد كأنهم غرباء وبشكل مستمر».

## المراحل التي يمر بها الطلاق العاطفي
الطلاق العاطفي هو نتيجة لمراحل سلبية مرت بها العلاقة الزوجية، وتقسمها عفراء العبيدي إلى خمسة مراحل:

### زعزعةالثقةوفقدانها
```
في هذه المرحلة يفقد أحد الطرفين ثقته بالطرف الأخر فلا يأمن به وتهتز صورته أمامه.
```

### فتور الحب وفقدانه
في هذه المرحلة يكثر اللوم والعتاب وتزداد حدة المحاسبة عن كل تقصير واتهام بعدم تحمل المسؤولية.

### الأنانية
تساهم الأنانية في هدم قواعد الأسرة وهي أن يفكر كل من الزوجين بنفسه وبمصلحته فقط، دون مراعاة لمصلحة الطرف الآخر.

### الصمت الزوجي
يعد الصمت الزوجي هو أحد اوجه الجمود في العلاقة الزوجية وهو عدم تبادل الأحاديث والمشاعر الودية مع الطرف الآخر لقناعته بعدم جدوى الحوار معه وهذا يؤدي إلى زيادة الهوة بين الزوجين مما يهدد العلاقة الزوجية بالتمزق والانفصال.

### الطلاق العاطفي
في هذه المرحلة تكثر الحواجز النفسية بين الزوجين وإذا ما اضطروا إلى التعامل في مواقف قليلة فان هذا التعامل يأخذ صفة البرود أو الحدة أو الجدية التي تقترب من التعامل الرسمي وليس التعامل الودي أو التلقائي المفترض ان يكون عليه التعامل بين الزوجين في المنزل ويخلو كل الزوجين بنفسه أو ينغمس في اداء الأنشطة دون احتكاك بالآخر.

## المقدمات التي تسبق الطلاق العاطفي
```
في الزواج هناك مقدمات تحدث قبل الطلاق العاطفي مثل:
```

1. الشريك غير المستمتع جنسيا.
2. الشريك الذي لديه ديون ثقيلة أو هموم ومشاكل لا يتحدث بها إلى الطرف الآخر.
3. الشريك الذي لا يبوح بتطورات الأمراض التي يصاب بها والتي تهدد حياته.
4. وجود علاقة جنسية سرية أو سلسلة من العلاقات الجنسية غير المشروعة.

## الأسباب التي تؤدي إلى الطلاق العاطفي

### الجانب التعبيري
ويشمل -: 1-فتور الحب و 2–سوء التوافق الجنسي و3– المجال النفسي

### الجانب الذرائعي
```
ويشمل -: 1- المجال الاقتصادي 2– المجال المهني 3–الحالة الاجتماعية
[
4
]
```

## النظريات التي تفسر الطلاق العاطفي

### نظرية التبادل الاجتماعي
حسب نظرية التبادل الاجتماعي أن الزوجين يستمران في التفاعل في علاقتهما الزوجية، عندما يجد كل منهما نفسه رابحًا في تفاعله مع الآخر، ويتوقفان عن التفاعل أو يأخذ تفاعلهما شكلاً عدائيًا عندما يجد احدهما (أو كلاهما) نفسه خاسرًا نفسيا من هذا اتفاعل.

### نظرية التفاعل الرمزي
```
وفي ضوء هذه النظرية يهتم دارسوا الأسرة بطبيعة الاختلاف بين العالم الرمزي للزوج والزوجة وتأثير هذا الاختلاف على تحديد توقعات أدوارهما وعلى مجريات التفاعل بينهما، فكلما اختلف الزوجان في البيئة (كما يحدث في الزيجات بين أفراد ينتمون إلى بيئات لغوية وثقافية مختلفة)، كلما كان ذلك سبباً في نشوء صراعات وشهد التفاعل بينهما ضروبا من التوتر والصراع ويحدث العكس في حالة اشتراك الطرفين في عالم رمزي واحد.
[
5
]
```

## مواضيع ذات صلة
- الطلاق في الإسلام
- الفتور العاطفي (بين الزوجين)
- ذكاء عاطفي
- عواطف وثقافة
- أمان عاطفي
- ابتزاز عاطفي
- هجر عاطفي
- إشباع عاطفي (بين الزوجين)

- [Emotional Divorce - Married but Single /https://www.womansdivorce.com/emotional-divorce.html]